# Yélamos de Arriba
Yélamos de Arriba é um município da Espanha na província de Guadalajara, comunidade autónoma de Castilla-La Mancha, de área 18,3 km² com população de 130 habitantes (2007) e densidade populacional de 7,39 hab/km².

## Demografia
| Variação demográfica do município entre 1991 e 2004 | Variação demográfica do município entre 1991 e 2004 | Variação demográfica do município entre 1991 e 2004 | Variação demográfica do município entre 1991 e 2004 |
| --------------------------------------------------- | --------------------------------------------------- | --------------------------------------------------- | --------------------------------------------------- |
| 1991                                                | 1996                                                | 2001                                                | 2004                                                |
| 132                                                 | 149                                                 | 167                                                 | 136                                                 |